# Сиротский институт (Гатчина)
Сиро́тский институ́т (1803—1917) — учебное заведение в Гатчине, основанное в 1803 году по инициативе императрицы Марии Фёдоровны:
1803−1834 — Сельский воспитательный дом;
1834−1837 — Восьмиклассная мужская гимназия для детей-сирот;
1837−1855 — Гатчинский сиротский институт;
1855−1917 — Гатчинский сиротский институт императора Николая I.

## История
Первоначально был учреждён императрицей Марией Фёдоровной 22 мая (3 июня) 1803 года как Сельский воспитательный дом; был размещён в специально для этого перестроенном из одноэтажного в трёхэтажное каменном здании бывшего Скотного двора бывшего имения князя Григория Григорьевича Орлова. Первоначально, в нём предполагалось воспитывать до 700 детей-сирот любого пола от двух до десяти лет; но затем число воспитанников было сокращено до 600, с возрастом от семи лет. Им давали элементарные знания и ремесленные навыки. Управление им было поручено особому почётному опекуну — тайному советнику Ивану Васильевичу Тутолмину. В первые годы в него поступали из Московского воспитательного дома до 50 детей ежегодно. В 1811 году было решено уравнять учебную часть гатчинского воспитательного дома с учебной частью петербургского и наиболее способные воспитанники направлялись для обучения в медико-хирургическую академию; неспособных учеников обучали ремёслам, в аптекарские и садовые ученики, а также в Александровскую мануфактуру; воспитанницы стали особенно обучаться французскому языку и музыке. В связи с расширением обучения с 1 января 1813 года были введено новое штатное расписание.
С 1 июля 1817 года Гатчинский воспитательный дом был определён как приготовительное отделение петербургского, который стал комплектоваться исключительно из Гатчины. В Гатчинском воспитательном доме было оставлено по два класса каждой половины, мужской и женской, в которые зачислялись дети с семи лет. В один год из воспитательного дома выпускались мальчики, в другой — девочки, четырнадцати-пятнадцатилетнего возраста. Когда им миновало десять лет, они помещались в приготовительные классы, которых было два, каждый с двухгодичным курсом и числом учащихся в 70 детей. По окончании полного курса в этих классах, лучшие из питомиц, сдавшие экзамен помещались в Учебные (т.н. «французские») классы Санкт-Петербургского воспитательного дома, где обучались ещё семь лет.  
В 1823 году воспитательный дом был расширен, было построено новое здание по проекту архитектора Д. И. Квадри.
В 1834 году Воспитательный дом был преобразован в восьмиклассную мужскую гимназию для детей-сирот, а в 1837 году — в Гатчинский Сиротский институт. В него принимали только сирот из дворянских семей с 10-12 лет, готовили домашних учителей. В 1848 году он получил юридическое направление, готовил канцелярских чиновников.
В 1855 году Гатчинский сиротский институт в память основателя получил имя императора Николая I. С 1878 года в 4-х младших классах Гатчинского института введен курс прогимназий министерства народного просвещения, а в трех старших учебный курс расположен согласно с программой трех старших классов военных гимназий. Состоя в ведомстве учреждений императрицы Марии, Гатчинский институт располагал неприкосновенным капиталом в 4 803 770 руб. В 1848 году при Гатчинском институте для детей служащих в нём лиц учреждён был женский пансион, который в 1867 году преобразован в женскую гимназию.
В настоящее время в здании Сиротского института располагается школа-интернат. Адрес: проспект 25 Октября, дом № 2.

## Директора
- 1823—1836: Бриммер, Густав Густавович (1785—1836) — инженер-полковник в отставке. При нём было выстроено нынешнее каменное здание, взамен сгоревшего во время пожара 1823 г. деревянного помещения. .
- 1836—1840: Крейтер, Иван Богданович (1766—1842) — отставной статский советник и кавалер.
- 1840—1847: Шипилов, Павел Алексеевич (1785—1848) — статский советник, директор 2-й Санкт-Петербургской гимназии.
- 1847—1854: фон Дервиз, Григорий Иванович (1797—1855) — подполковник (на 1822), действительный статский советник.
- 1854—1860: Голохвастов, Петр Владимирович (1803—1887) — бывший директор Демидовского лицея.
- 1862—1869: Доливо-Добровольский, Иосиф (Осип) Фролович (1824—1900) — отставной полковник Гатчинского лейб-гвардии полка.
- 1870—1878: Антонов, Сергей Антонович (1824—1888) — бывший инспектор того же института, и директор Гатчинской женской гимназии.
- 1878—1879: Максимовский, Михаил Семёнович (1830—1917) — генерал-майор, профессор Николаевской академии Генерального штаба.
- 1879—1886: Шильдер, Николай Карлович (1842—1902) — военный историк, автор капитальной биографии Александра I.
- 1887—1890?: Зыбин, Николай Николаевич (?—1905) — генерал-лейтенант флота (с 1895).
- 1893?—1895: Верховский, Василий Парфеньевич (1838—1901) — генерал-майор, инспектор классов в Константиновском военном училище , .
- 1895—1905: Семёнов, Орест Львович (1841 — ?) — генерал-майор, офицер-воспитатель Первого кадетского корпуса.
- 1906—1917: Гейштор, Михаил Константинович (1851 — ?) — генерал-майор в отставке, б. ротный командир разных кадетских корпусов.

## Известные преподаватели
- Гугель, Егор Осипович (1804—1841) — педагог и инспектор классов при Гатчинском Воспитательном доме в 1830—1842 гг.
- Ушинский, Константин Дмитриевич — учитель русской словесности и юридических предметов с 1854 по 1859 год.
- Смарагдов, Семен Николаевич (1805—1871) — преподаватель истории и географии, автор учебников по истории, в том числе «Pyководства к познанию средней истории для средних учебных заведений», s:РБС/ВТ/Смарагдов, Семен Николаевич.
- Альбрехт, Карл Францевич — учитель музыки и пения с 1850 по 1863 год.
- Цейдлер, Пётр Михайлович — надзиратель и преподаватель с 1849 года.
- Куприянов, Иван Киприянович — учитель географии.
- Лагода, Антон Иванович
- Сантис, Михаил Людвигович — учитель музыки и пения, композитор.
- Буцковский, Николай Андреевич — надзиратель, преподаватель математики и бухгалтерии с 1836 по 1839 г.

Столетие Гатчинского сиротского института в 1903 году. Группа бывших воспитанников

## Известные ученики
См. также : Выпускники Гатчинского сиротского института
выпускники
- 1843: Фёдоров, Пётр Фёдорович
- 1844: Жижиленко, Александр Иванович
- 1845?: Резенер, Фёдор Фёдорович
- ок. 1850: Гофман, Эдуард Иванович
- 1851: Межов, Владимир Измайлович
- 1855: Цугаловский, Пётр Григорьевич
- 1856?: Кокорин, Михаил Иванович
- 1862?: Зборовский, Эраст Григорьевич
- 1874: Яроцкий, Василий Гаврилович
- 1874?: Ходский, Леонид Владимирович
- 1876: Фёдоров, Пётр Фёдорович
- 1881: Николаев, Павел Тимофеевич
- 1887: Бутчик, Михаил Михайлович
- 1888: Волков, Леонид Петрович
- 1890: Бонч-Богдановский, Александр Михайлович
- 1899?: Медиокритский, Василий Евгеньевич
- 1901: Адамович, Лев Михайлович
- 1908: Калашников, Андрей Николаевич
- 1910: Грипич, Алексей Львович
- 1910: Обреимов, Иван Васильевич
- 1915; с золотой медалью: Жемчужин, Борис Алексеевич
- 1915: Грибовский, Владислав Константинович
- 1917; с золотой медалью: Венков, Борис Алексеевич
- Лебедев, Дмитрий Николаевич — музыкант
- Полещук, Владимир Антонович — моряк-подводник

Также в институте учились: Владимир Сандалов, Михаил Чигорин

Мемориальные доски на стене института
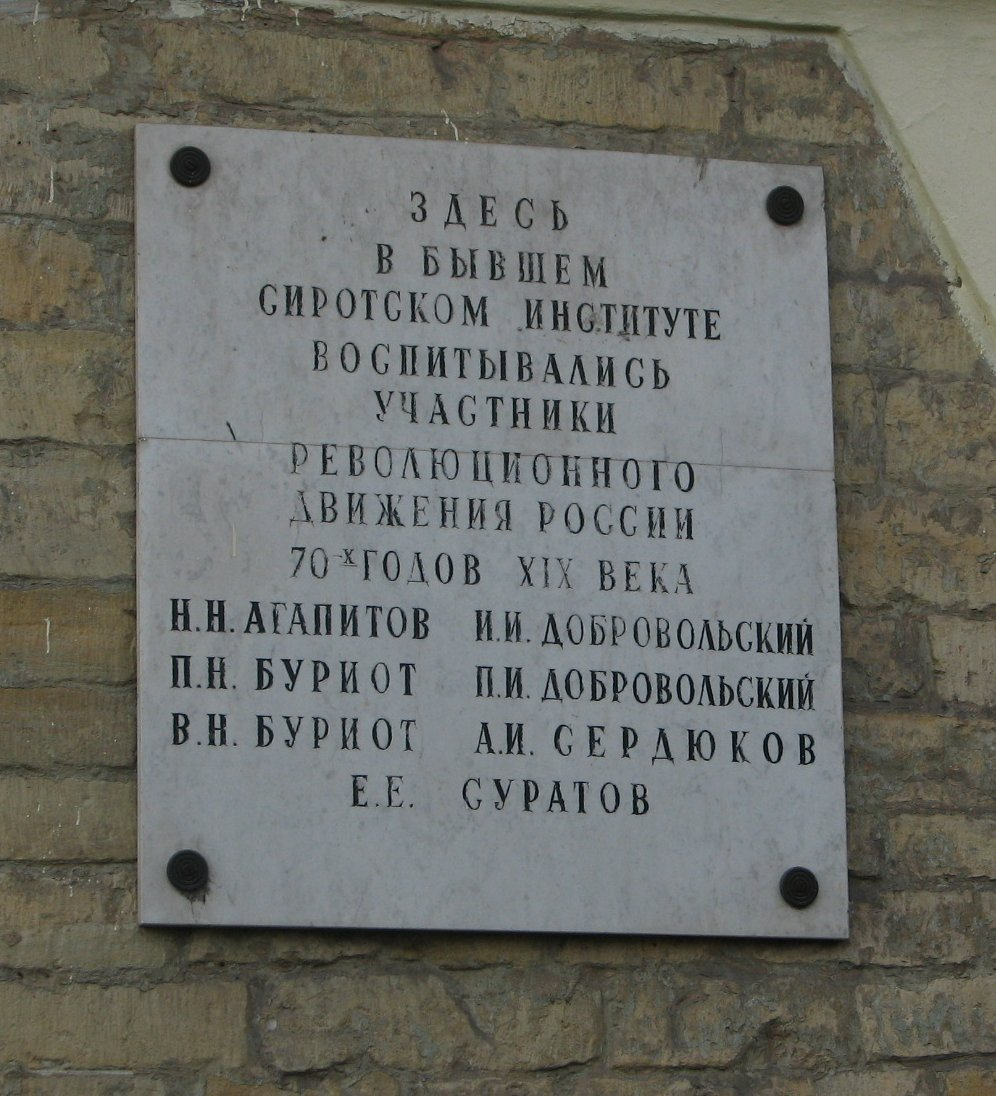
Н. Н. Агапитов, П. Н. Буриот, В. Н. Буриот[5], И. И. Добровольский, П. И. Добровольский, А. И. Сердюков, Е. Е. Суратов
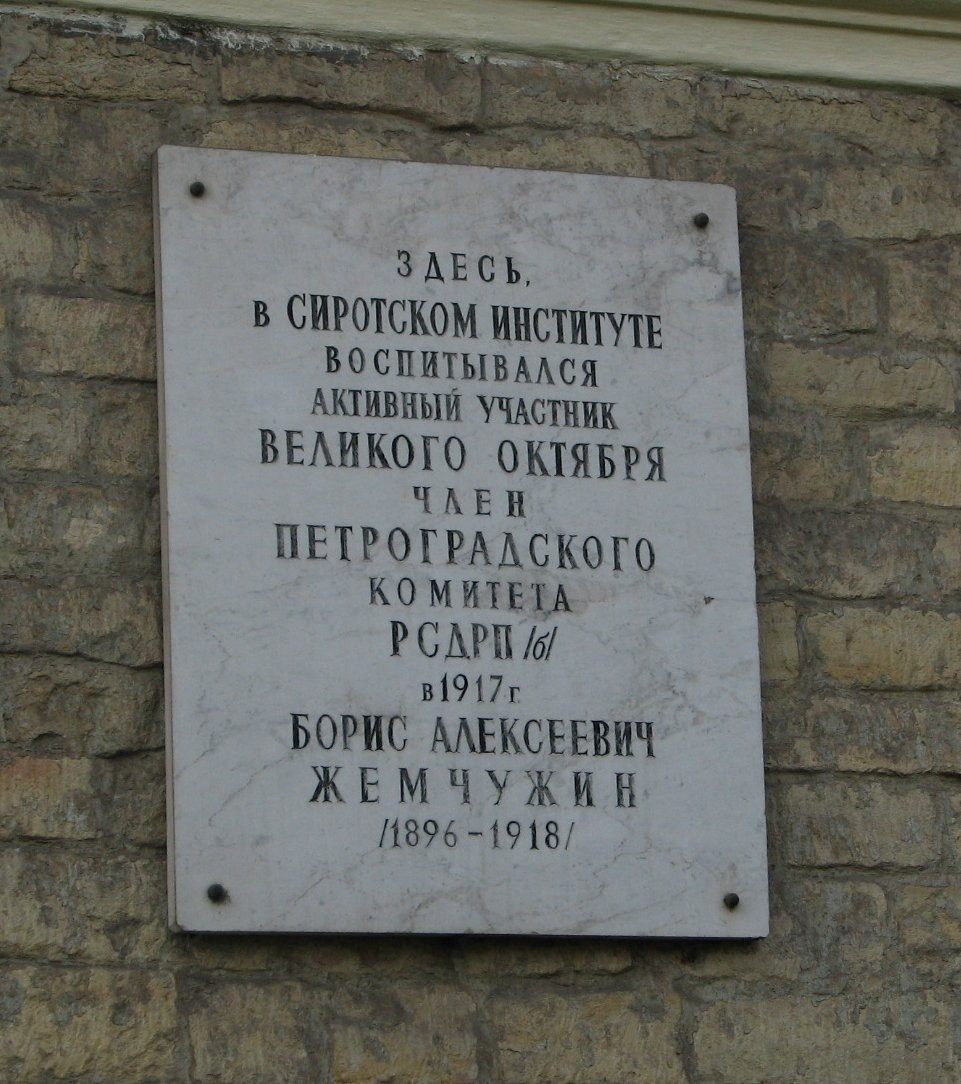
Б. А. Жемчужин
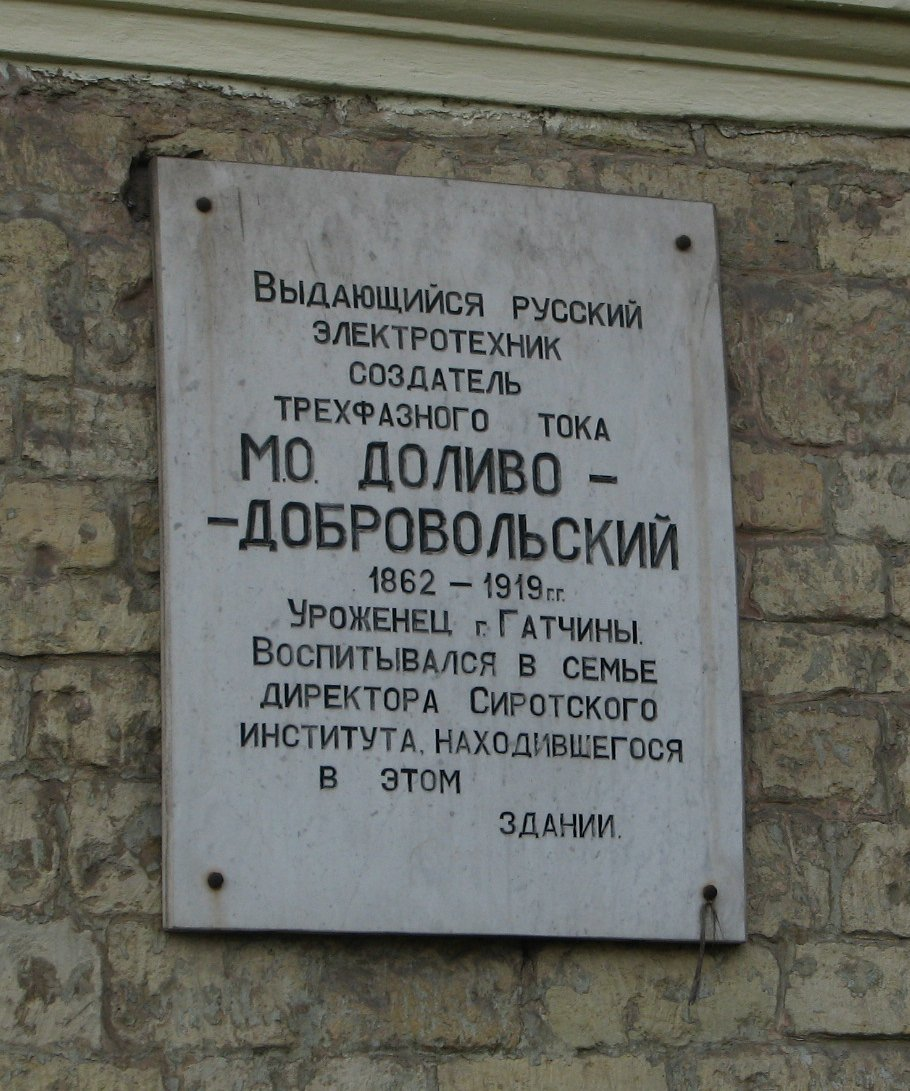
М. О. Доливо-Добровольский
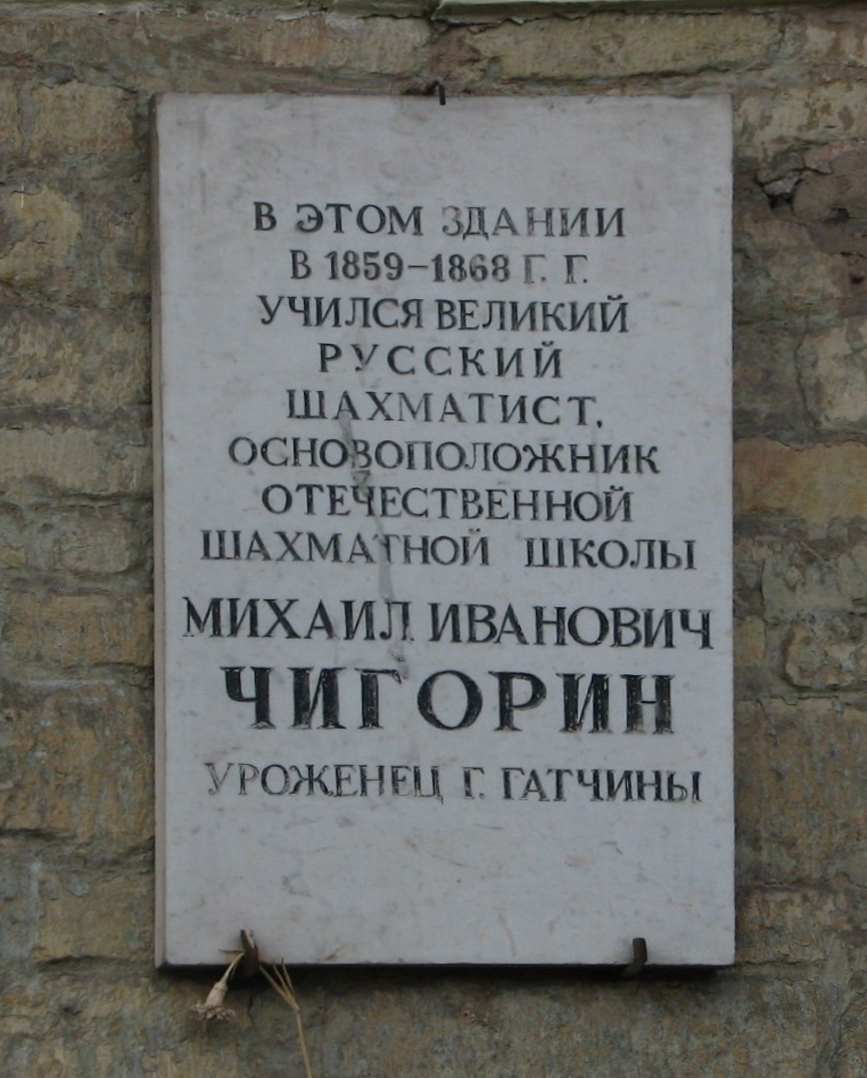
М. И. Чигорин
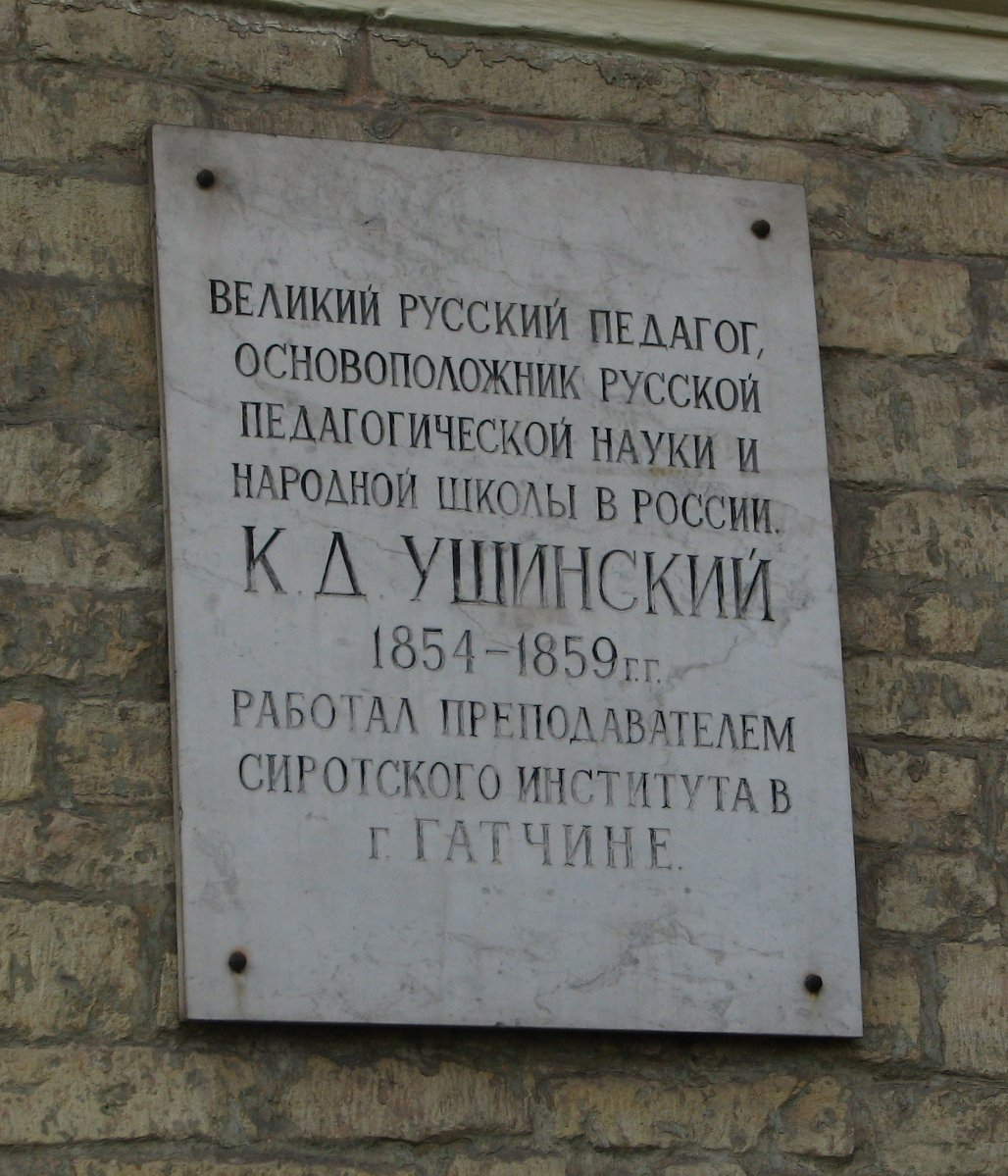
К. Д. Ушинский